# Іскронь
Іскронь, Іскроні (рум. Iscroni) — село у повіті Хунедоара в Румунії. Адміністративно підпорядковане місту Аніноаса.
Село розташоване на відстані 240 км на північний захід від Бухареста, 64 км на південний схід від Деви, 122 км на північ від Крайови.

## Населення
За даними перепису населення 2002 року у селі проживали 1986 осіб.
Національний склад населення села:
| Національність | Кількість осіб | Відсоток |
| -------------- | -------------- | -------- |
| румуни         | 1814           | 91,3%    |
| цигани         | 99             | 5,0%     |
| угорці         | 57             | 2,9%     |
| італійці       | 9              | 0,5%     |

Рідною мовою назвали:
| Мова      | Кількість осіб | Відсоток |
| --------- | -------------- | -------- |
| румунська | 1932           | 97,3%    |
| угорська  | 47             | 2,4%     |
| циганська | 7              | 0,4%     |